# Rudolf Schnackenburg
Rudolf Schnackenburg (ur. 5 stycznia 1914 w Katowicach, zm. 28 sierpnia 2002 w Würzburgu) – niemiecki duchowny katolicki, teolog, biblista.
Benedykt XVI w Przedmowie do swej książki Jezus z Nazaretu nazwał Schnackenburga najwybitniejszym katolickim egzegetą niemieckojęzycznym drugiej połowy XX wieku. Uczony zajmował się egzegezą pism św. Jana Apostoła oraz związkami pierwotnego chrześcijaństwa z judaizmem.

## Biografia
Rudolf Schnackenburg urodził się w Katowicach 5 stycznia 1914 roku. Ojciec Robert Otto Albert Maria Leopold Schnackenburg (1883–1914), urodzony w Świeciu nad Osą, wyznania ewangelickiego był dyplomowanym inżynierem górnictwa, matka Anna Maria z d. Christ, wyznania katolickiego. Rodzina mieszkała w kamienicy przy obecnej ul. Żwirki i Wigury 10/1 (wówczas Grünstrasse). To w tym mieszkaniu urodził się Rudolf Schnackenburg. W 1914 zginął Robert Schnackenburg. Wdowa z dwoma synami opuściła Katowice. Zamieszkała w Legnicy, gdzie otwarła internat dla młodzieży męskiej. Rudolf ukończył gimnazjum w Legnicy (niem. Gymnasium Johanneum).
Przy wsparciu ks. dra Otta Kussa studiował filozofię i teologię na Wydziale Teologii
Katolickiej Uniwersytetu Wrocławskiego. Święcenia kapłańskie przyjął z rąk kard. Adolfa Bertrama 1 sierpnia 1937 roku. W tym samym roku, 17 grudnia obronił dysertację napisaną pod kierunkiem egzegety ks. Friedricha Wilhelma Maiera, pt. „Wiara w czwartej Ewangelii” (niem. Der Glaube im vierten Evangelium).
Jako prezbiter archidiecezji wrocławskiej pracował w Kwietnikach koło Bolkowa, Parafii Świętych Aniołów Stróżów w Wałbrzychu, Wrocławiu oraz Złotoryi. Zaraz po wojnie duszpasterzował też wśród przybywających ze Wschodu Polaków, posługując się językiem polskim. W 1946 został zmuszony do opuszczenia Śląska. Mieszkał kolejno w: Dillingen nad Dunajem, Paderborn i Würzburgu.
Habilitował się w 1947 roku. Od 1948 roku wykładał na Uniwersytecie Monachijskim. Od 1952 roku był profesorem nadzwyczajnym egzegezy w Kolegium Filozoficzno-Teologicznym w Dillingen. Od 1955 roku wykładał na Uniwersytecie Ottona i Fryderyka w Bambergu. W latach 1957–1982 wykładał Nowy Testament na Uniwersytecie Juliusza i Maksymiliana w Würzburgu. Był też duchowym przewodnikiem Wspólnoty Sant’Egidio w tym mieście. W 1964 Schnackenburg otrzymał godność prałata. W 1970 uhonorowany został tytułem doctor honoris causa Uniwersytetu w Innsbrucku.
Schnackenburg opublikował wiele opracowań dotyczących teologii i egzegezy biblijnej, był autorem 40 książek i 160 artykułów. Redagował poczytny niemiecki periodyk naukowy „Biblische Zeitschrift”. Był zaangażowany w powstanie Einheitsübersetzung, niemieckiego posoborowego wydania Biblii. Należał do Międzynarodowej Komisji Teologicznej, był konsultorem Papieskiej Komisji Biblijnej. Wziął udział w przygotowaniu rewizji Biblii Marcina Lutra. W 1993 roku opublikował dzieło swojego życia Osobę Jezusa Chrystusa w zwierciadle czterech Ewangelii (niem. Die Person Jesu Christi im Spiegel der vier Evangelien). Po przejściu na emeryturę pracował jako kapelan w domu dla osób w podeszłym wieku. Swoje doświadczenia z tej posługi opisał w książce Przyjaźń z Jezusem (niem. Freundschaft mit Jesus). Zmarł w Erlabrunn nad Menem 28 sierpnia 2002 roku.

## Wybrane publikacje
Komentarze
- Das Evangelium nach Markus, 2 t. (Düsseldorf)
- Das Matthäusevangelium, 2 t. (Die Neue Echter Bibel; Würzburg)
- Das Johannesevangelium, 4 t. (Herders theologischer Kommentar zum Neuen Testament 4; Freiburg)
- Der Brief an die Epheser (Evangelisch-Katholischer Kommentar zum Neuen Testament 10; Düsseldorf)

Inne publikacje
- Die sittliche Botschaft des Neuen Testaments (Herders theologischer Kommentar zum Neuen Testament, Supplementband 2; Freiburg 1986–1988), t. 1: Von Jesus zur Urkirche, t. 2: Die urchristlichen Verkündiger
- Der Jesusweg: Meditationen zum lukanischen 'Reisebericht' (Stuttgarter Taschenbücher 4; Stuttgart 1990)
- Gott hat seinen Sohn gesandt: Das Weihnachtsgeheimnis (Freiburg 1990)
- Die Person Jesu Christi im Spiegel der vier Evangelien, nowe wydanie (Herders theologischer Kommentar zum Neuen Testament, Supplementband 4; Freiburg 1998)
- Freundschaft mit Jesus (Freiburg 1995)
- Predigt in der Gemeinschaft Sant’Egidio (Würzburg 2003)
- Die Bergpredigt: Utopische Vision oder Handlungsanweisung? (Düsseldorf 1984)

W innych językach
- Baptism in the Thought of St. Paul. A Study in Pauline Theology, Oxford: Basil Blackwell, 1964, s. 228.
- w języku polskim: Nauka moralna Nowego Testamentu, Warszawa 1983. przekład: Franciszek Dylewski.

## Odznaczenia
- 1979 – Order Bawarski Zasługi[5]
- 1986 – Wielki Krzyż Orderu Zasługi RFN[5]